# Польсько-українські економічні відносини

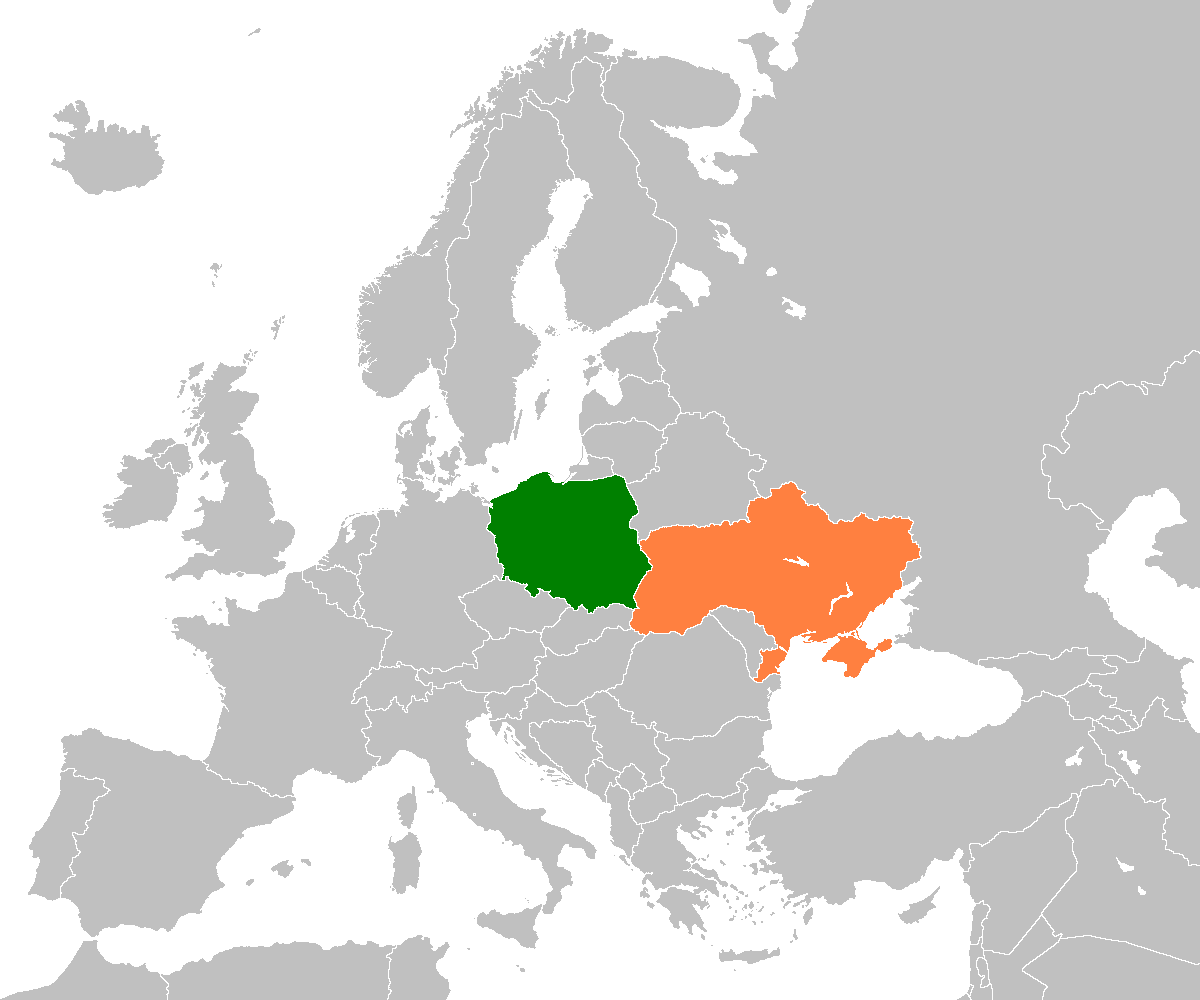
Географічне розташування Польщі та України

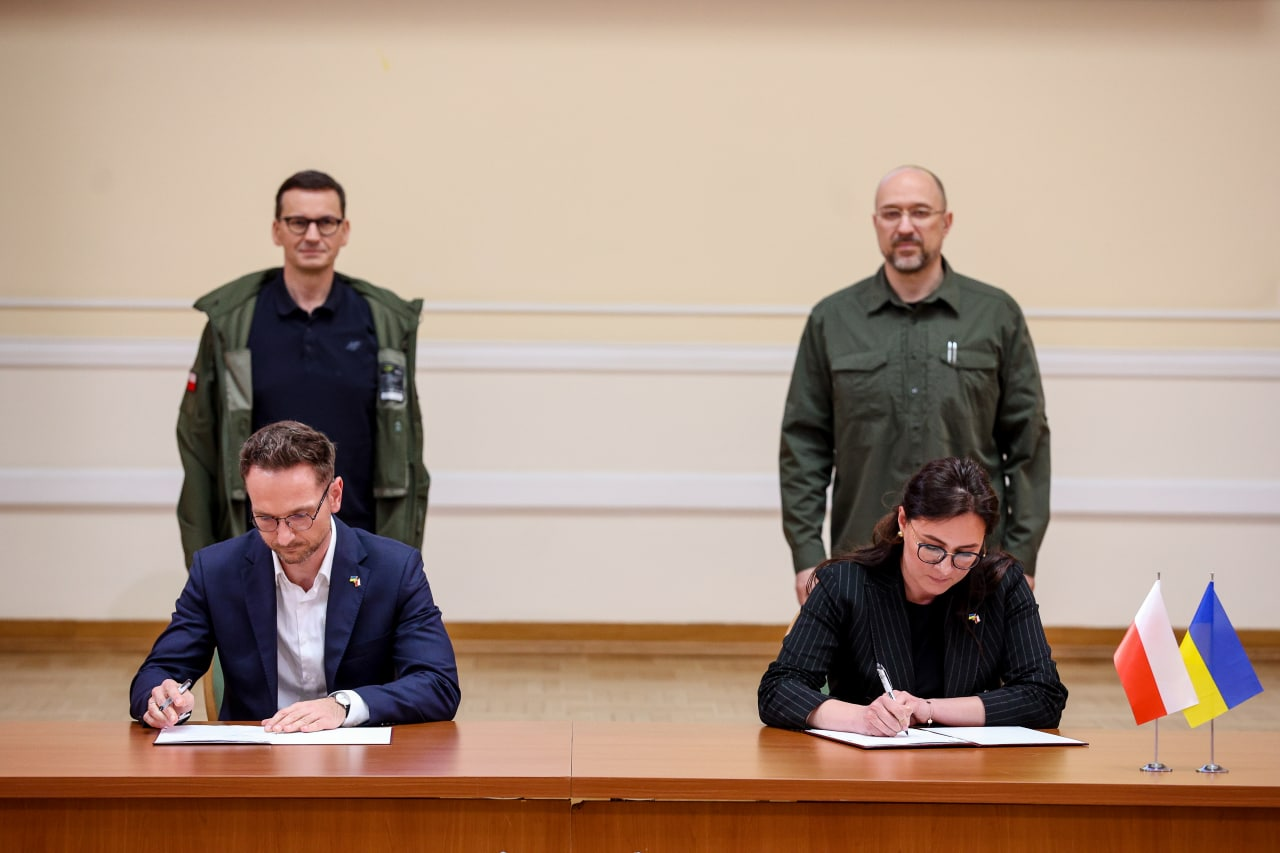
Віце-прем'єр-міністр і міністр економіки України Юлія Свириденко та міністр розвитку та технологій Польщі Вальдемар Буда під час польсько-українських міжурядових консультацій, 1 червня 2022 р.

Основою польсько-української економічної співпраці є угоди, укладені між Європейським Союзом та Україною, та двосторонні угоди. Основним правовим актом, який регулює відносини між ЄС та Україною, є Угода про партнерство та співробітництво (УПС), підписана в 1994 році. У 2004 році Україна підписала додатковий протокол про поширення положень угоди на нові країни-члени ЄС. 27 червня 2014 року Президент України Петро Порошенко підписав Угоду про асоціацію між Європейським Союзом та його державами-членами, невід'ємною частиною якої є Угода про поглиблену та всеосяжну зону вільної торгівлі (ПВЗВТ).
Правова основа двосторонніх економічних відносин включає, серед іншого:
- Угода між Урядом Республіки Польща та Урядом України про взаємну підтримку та захист інвестицій, підписана в 1993 році. (Закон. вісник 1993 р., N 125, ст. 575),
- Конвенція між Урядом Республіки Польща та Урядом України про уникнення подвійного оподаткування та попередження податкових ухилень щодо податків на доходи та капітал, підписана в 1993 році. (Закон. вісник 1994 р., № 63, ст. 269).
- Угода між Урядом Республіки Польща та Кабінетом Міністрів України про економічне співробітництво, підписана у 2005 році. (Monitor Polski від 31 серпня 2006 р., № 59, поз. 628)[1].

1 червня 2022 року під час польсько-українських міжурядових консультацій у Києві було підписано Угоду про економічне співробітництво у сфері інструментів підтримки торгівлі між нашими країнами.
У 2020 році товарообіг між Польщею та Україною становив 8,3 млрд доларів США. Після колапсу в 2014—2015 рр. вартість товарообігу зберегла тенденцію до зростання (у 2016—2019 рр. товарообіг зріс понад 50 %). З польського боку торговельний баланс позитивний. У 2019 році Україна посіла 8 місце серед країн із найбільшим позитивним сальдо торгівлі в Польщі. Польща посідає 4 місце (після Росії, Китаю та Німеччини) серед торгових партнерів України. Домінуючі позиції польського експорту до України: викопне паливо та нафтопродукти, машини, пластикові вироби.
У 2020 році Польща посіла 10 місце серед найбільших іноземних інвесторів в Україні. Вартість інвестицій польських підприємств склала 712 млн дол. В основному вони зосереджені у промисловості, фінансовому та страховому секторах. Водночас у цьому ж році відбувся відтік інвестицій (крім вкладень у боргові фінансові інструменти) на суму 508,9 млн дол. США. Проблемою для польських інвесторів є протекціоністська практика, яку використовує Україна. У 2020 році на польському ринку було 16,5 тисяч одиниць компаній, у яких хоча б один співвласник був громадянином України або українською юридичною особою (це 17-й% усіх підприємств з іноземним капіталом у Польщі). На ринку України працюють 1,2 тис. польських компаній.
Важливим аспектом польсько-українських економічних відносин є присутність українських громадян на польському ринку праці (вони становлять найбільшу групу серед іноземців, які працюють у Польщі) та співпраця економічних органів місцевого самоврядування.

## Виноски
1. 1 2 3 4  Informator ekonomiczny – Ukraina
2. ↑  Minister Buda podpisał porozumienie o współpracy gospodarczej między Polską a Ukrainą, 2 червня 2022
3. 1 2  Stosunki ukraińsko-polskie w nowoczesnych warunkach. forum-ekonomiczne.pl. Процитовано 5 серпня 2022.
4. 1 2 3  Drabczuk Marta. Polska – Ukraina. Relacje gospodarcze (PDF). phavi.umcs.pl. Процитовано 5 серпня 2022.
5. ↑  Polska trzecim największym partnerem handlowym Ukrainy, 21 березня 2021